# Choletria
Choletria (gr. Χολέτρια) – wieś w Republice Cypryjskiej, w dystrykcie Pafos. W 2011 roku liczyła 264 mieszkańców.
Miejscowość została założona około 500 lat temu. W Choletrii znajdują się ruiny małego kościoła. Uległ on zniszczeniu w 1953 roku podczas trzęsienia ziemi. Nowy kościół został zbudowany w 1984 roku.